# Herostratentum
Unter Herostratentum versteht man das Verbrechen, aus Geltungssucht Kulturgüter zu beschädigen oder zu zerstören; auch der (Ruf-)Mord an Prominenten kann dazugerechnet werden. Herostratismus  bezeichnet allgemeiner alle negative Geltungssucht, die unter Umständen sogar krankhaft sein kann. Der so erzwungene Ruhm wird als Herostratenruhm bezeichnet.

## Hintergrund
Unter Folter gestand Herostratos im Jahr 356 v. Chr., aus Ruhmsucht den Tempel der Artemis in Ephesos angezündet zu haben, angeblich in der Nacht vor der Geburt Alexanders des Großen. Nach seiner Hinrichtung belegten ihn die Epheser mit einer damnatio memoriae, indem sie die Nennung seines Namens unter Strafe stellten, womit sie jedoch letztendlich scheiterten. Der Name Herostrat wurde schließlich zum Synonym für einen Menschen, der aus Geltungssucht Kulturgüter zerstört.

## Herostratentum im 20. und 21. Jahrhundert
- Mark David Chapman (* 1955), der am 8. Dezember 1980 den Musiker John Lennon erschoss. Als Motiv für seine Tat gab Chapman im späteren Prozess an, er sei ein „Niemand“ gewesen und habe einen der berühmtesten Menschen der Gegenwart ermorden müssen, um ein „Jemand“ zu werden, von dem die Menschheit dann für immer spricht.

- Walter Menzl (* 29. Mai 1906; † 1994 in Marxzell), der am 26. Februar 1959 in der Alten Pinakothek in München einen Säure-Anschlag auf das Rubens-Gemälde Der Höllensturz der Verdammten beging, um auf seine Philosophie aufmerksam zu machen.[1]

- László Toth (* 1. Juli 1938; † 11. September 2012), der am 21. Mai 1972 im Petersdom mit einem Hammer auf Michelangelos Pietà einschlug und schrie: „Ich bin Jesus Christus, Christus ist von den Toten auferstanden.“[2] Die Schäden betrafen u. a. den linken Arm und das Gesicht der Jungfrau. Der Expertengruppe unter der Leitung von Deoclecio Redig de Campos ist es letztlich gelungen, die Statue originalgetreu wiederherzustellen. Seit dem Anschlag befindet sich die Pietà hinter einer Scheibe aus Panzerglas.

- Hans-Joachim Bohlmann (* 20. September 1937; † 19. Januar 2009), der in den 1980er-Jahren als der Dürer-Attentäter bekannt wurde. Insgesamt beschädigte Bohlmann zwischen 1977 und 1988 über 50 Kunstwerke. Der durch ihn verursachte Schaden wird auf etwa 130 Millionen Euro geschätzt.

- Die Nachtwache von Rembrandt van Rijn war im 20. Jahrhundert sogar dreimal Gegenstand von Herostratentum.
  - Am 13. Januar 1911 stach ein arbeitslos gewordener Marinekoch mit einem Messer auf das Bild ein. Er wollte damit am Staat für seine Situation eine Art Vergeltung üben.
  - Am 14. September 1975[3] attackierte ein arbeitsloser Lehrer Rembrandts Bild mit einem Küchenmesser und zerschnitt damit die Leinwand.[4] Obwohl das Gemälde nach aufwendigen Restaurierungsarbeiten wieder gezeigt werden konnte, blieben leichte Spuren dieses folgenschwersten Attentats zurück.
  - Am 6. April 1990 versprühte ein psychisch kranker Mann aus einer Flasche Schwefelsäure auf das Bild.[5] Dass die Säure aus der Pumpflasche lediglich die Lackschicht des Anstrichs angreifen konnte, lag zum einen daran, dass die Wachen in Geistesgegenwart Wasser auf das Gemälde spritzten; zum anderen an einer kurz nach dem Attentat 1975 vorsorglich aufgebrachten Firnisschicht, die vollständig wiederhergestellt werden konnte.